# Krasovice (Kondrac)
Krasovice (Duits: Krassowitz) is een Tsjechische plaats in de gemeente Kondrac, regio Midden-Bohemen, en maakt deel uit van het district Benešov. Het dorp ligt op ongeveer 1 kilometer afstand van Kondrac.
Krasovice telt 28 inwoners (2021).

## Geschiedenis
De eerste schriftelijke vermelding van het dorp dateert van 1359.
In 1960 werd Krasovice, samen met Kondrac, ingedeeld bij het district Benešov.

## Verkeer en vervoer

### Autowegen
Er leidt een regionale weg naar het dorp.

### Spoorlijnen
Er is geen station in Krasovice. Het dichtstbijzijnde station is in Vlašim, op zo'n 6,5 kilometer afstand. Dat station ligt aan de spoorlijn Benešov - Trhový Štěpánov.

### Buslijnen
Er is één bushalte in de buurt van het dorp:
| Halte                       | Lijn    | Traject                               | Vervoerder   |
| --------------------------- | ------- | ------------------------------------- | ------------ |
| Kondrac, Krasovice, rozchod | 458 854 | Vlašim - Mladá Vožice Vlašim - Placov | CŠAD Benešov |

## Bezienswaardigheden
- Dorpskapel;
- Historische schuur op nr. 12.

## Galerij

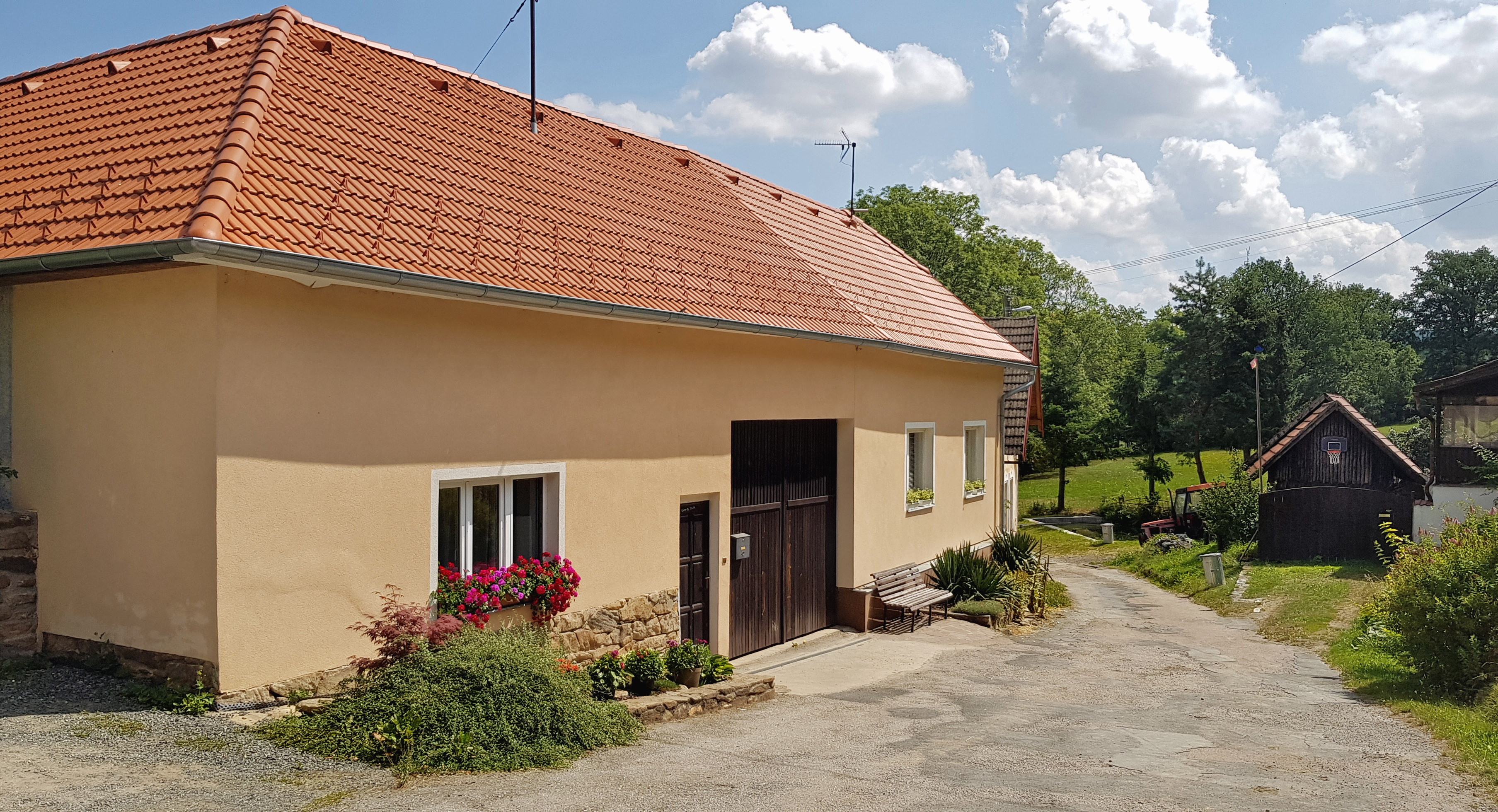
Huis in het dorp (2018)
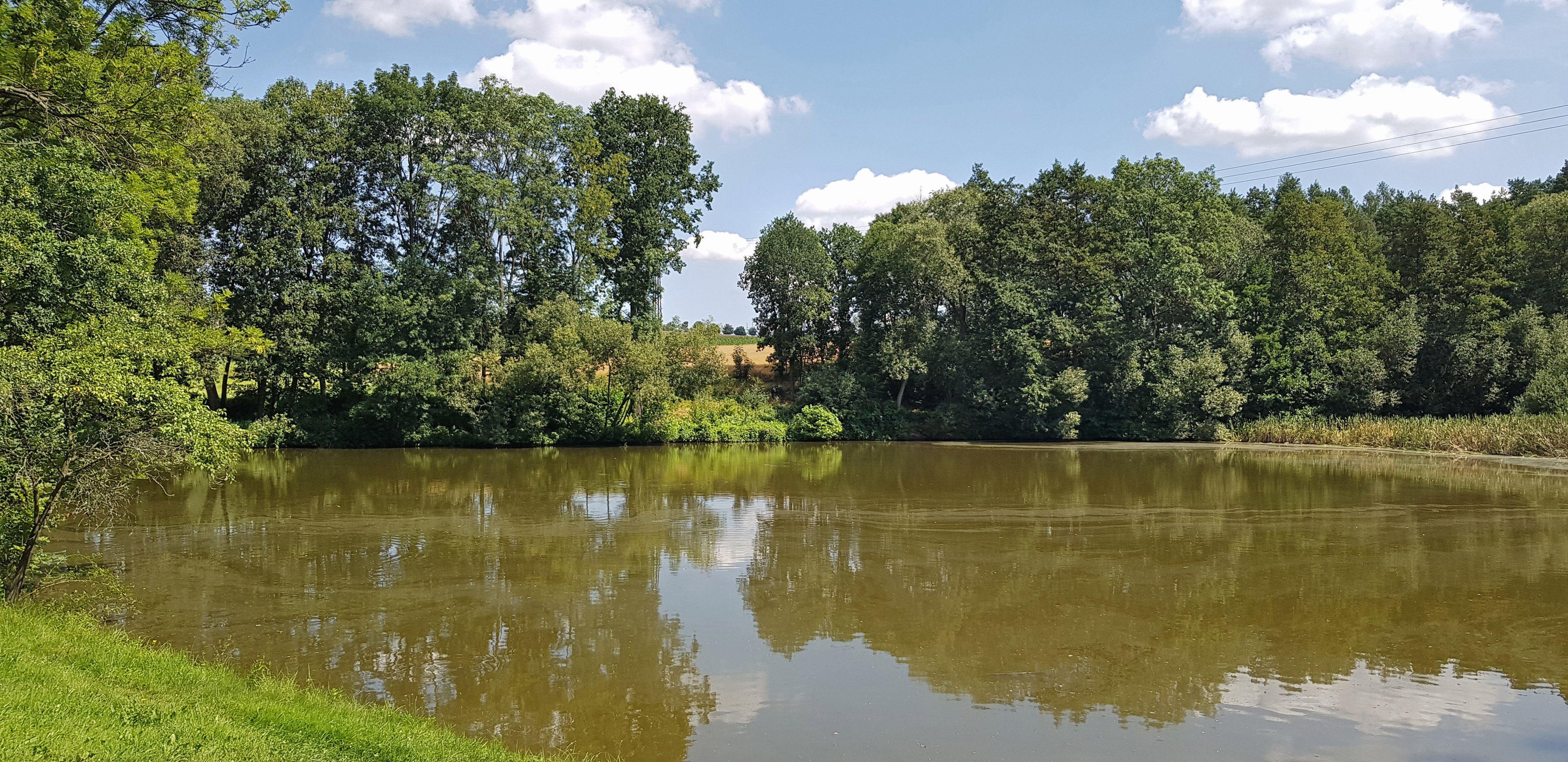
Meertje nabij het dorp (2018)
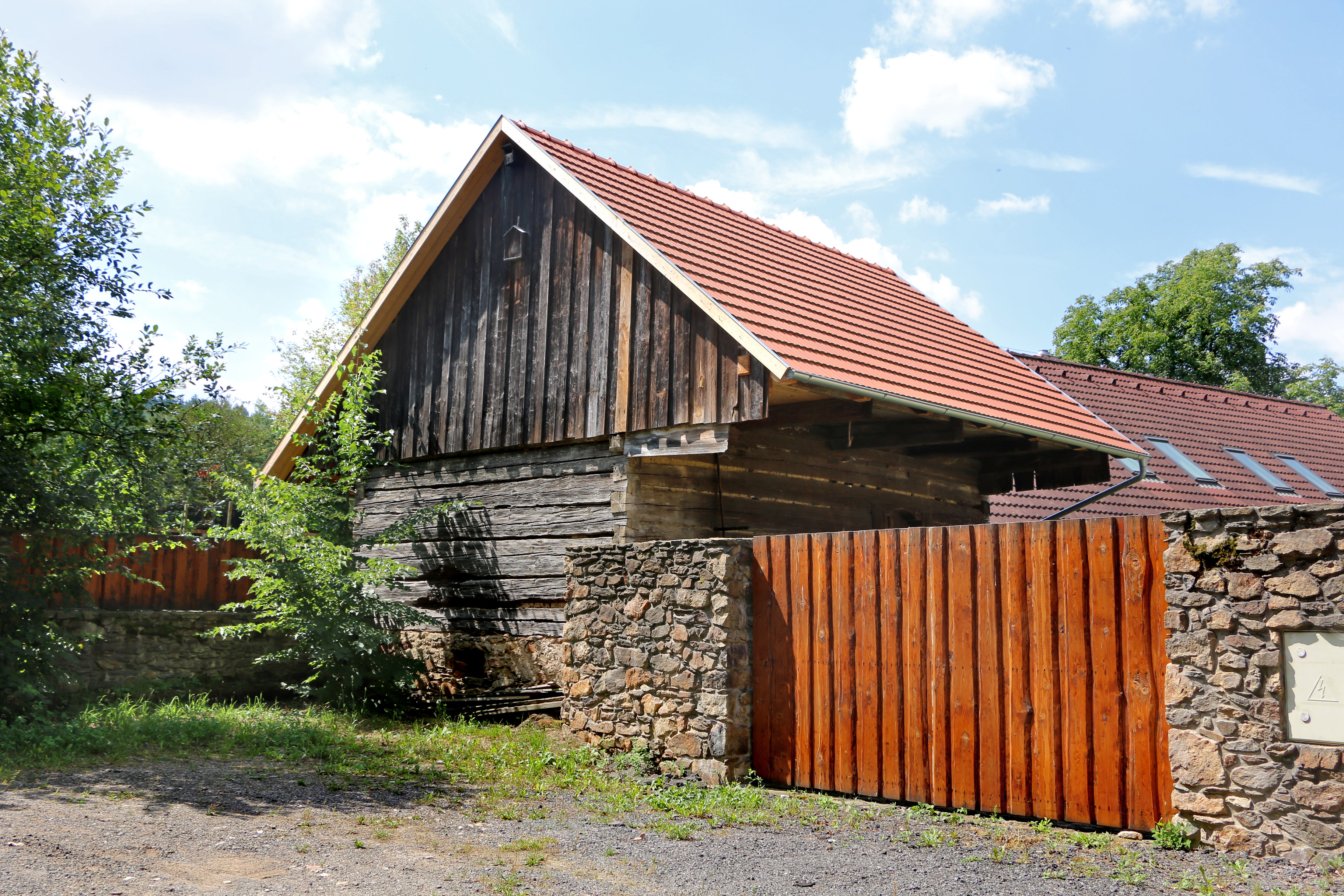
Historische schuur op nr. 12 (2018)
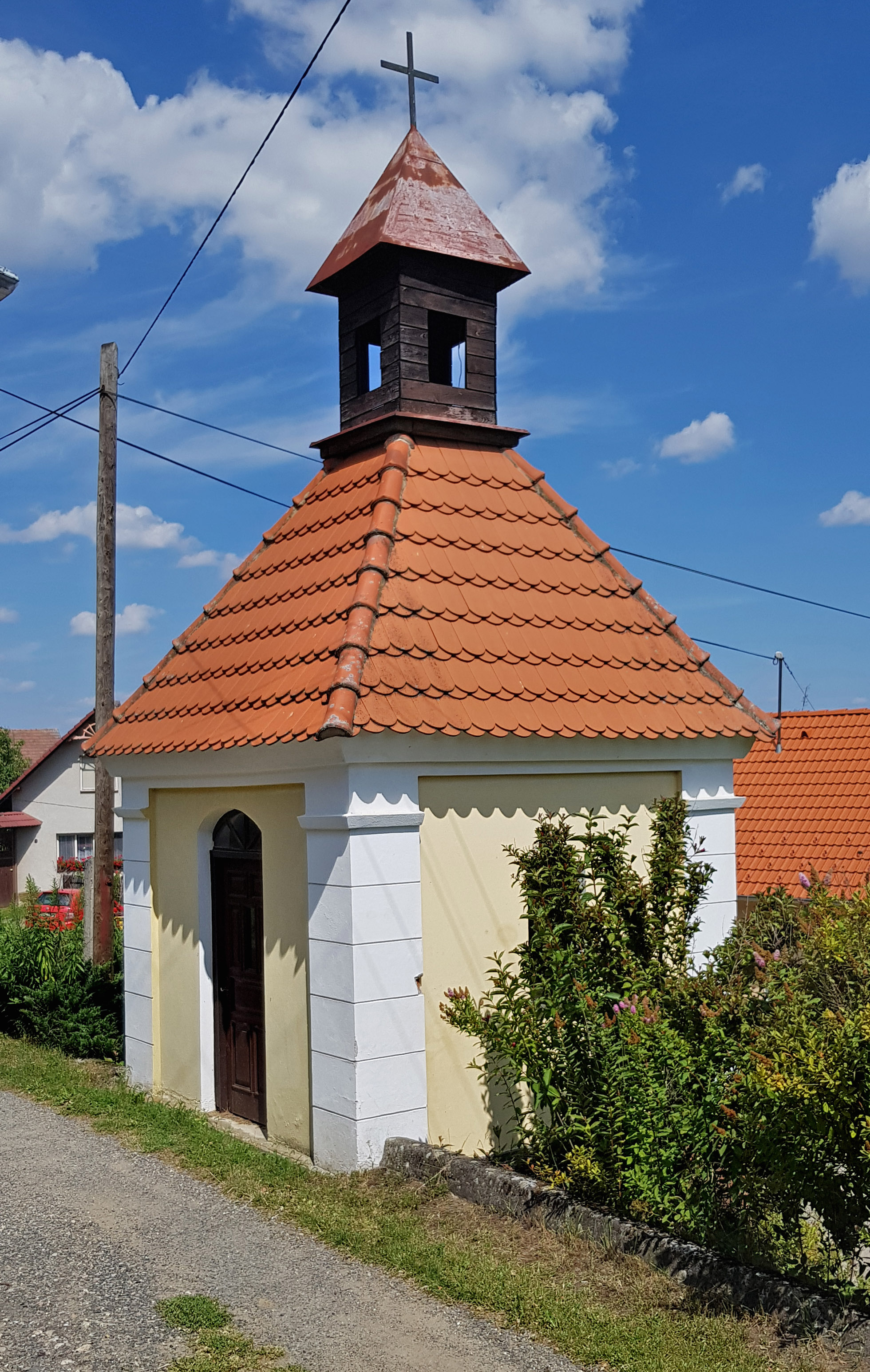
Dorpskapel (2018)